# 法蘭克·E·巴特勒
法蘭西斯·E·巴特勒（Francis E. Butler，1847年1月30日（受洗）－1926年11月21日）是一位愛爾蘭裔美國神槍手，在美國舊西部綜藝節目中表演。他與神槍手安妮·奧克利結婚，雖然在他和奧克利的美國護照申請書上列出的出生日期是1852年2月25日，但1926年由美聯社發布的巴特勒訃告的年齡為76歲，這意味著他出生於1850年。然而根據愛爾蘭國家圖書館的洗禮登記，巴特勒於1847年1月30日受洗。他的父母是邁克爾·巴特勒（Michael Butler）和凱瑟琳·惠蘭（Catherine Whelan）。他是五個孩子中最大的一個。

## 逝世
安妮於1926年11月3日在俄亥俄州格林維爾逝世。在一位傳記作者的記載中，巴特勒在妻子去世後便停止進食，導致他自己在18天後的11月21日因營養不良和飢餓而死亡。根據另一本傳記中的記載，死亡證明上將他的死因列為衰老死亡。巴特勒去世時和奧克麗的妹妹霍爾達·海恩斯（Hulda Haines）一起住在密西根州芬代爾。

## 大眾文化中的法蘭克·E·巴特勒
- 《飛燕金槍》（Annie Get Your Gun），百老匯早期的主要音樂劇之一，此劇改編自安妮·奧克利與她的丈夫的故事，由雷·米德爾頓（英语：Ray Middleton (actor)）飾演法蘭克。

## 外部連結
- familysearch.org上巴特勒和奧克利的記載 （页面存档备份，存于）
- historynet.com上的安妮·奧克利傳記 （页面存档备份，存于）
- 在Find a Grave上的法蘭克·E·巴特勒